# Aphantochilus cambridgei
Aphantochilus cambridgei là một loài nhện trong họ Thomisidae.
Loài này thuộc chi Aphantochilus. Aphantochilus cambridgei được miêu tả năm 1933 bởi Canals.